# Чемпионат мира по шорт-треку среди юниоров 2012
Чемпионат мира по шорт-треку среди юниоров 2012 года проходил с 24-26 февраля в Мельбурне (Австралия).
Чемпионат включает в себя четыре дистанции — 500, 1000, 1500 и 1500 метров — суперфинал. На дистанциях сначала проводятся предварительные забеги, затем лучшие шорт-трекисты участвуют в финальных забегах. Чемпионом мира становится спортсмен, набравший наибольшую сумму очков по итогам четырёх дистанций. В случае равенства набранных очков преимущество отдаётся спортсмену занявшему более высокое место в суперфинале на дистанции 1500 м. Также проводятся с 2001 года эстафеты по три человека у девушек и у юношей на 2000 м. С 2011 года в эстафетах участвует по четыре человека на дистанциях 3000 м. С 2019 года абсолютный чемпион не разыгрывается.

## Общий медальный зачёт
| Место | Страна           | Золото | Серебро | Бронза | Всего |
| ----- | ---------------- | ------ | ------- | ------ | ----- |
| 1     | Республика Корея | 10     | 5       | 3      | 18    |
| 2     | Китай            | 0      | 4       | 3      | 7     |
| 3     | Литва            | 0      | 1       | 0      | 1     |
| 4     | США              | 0      | 0       | 2      | 2     |
| 5-6   | Канада           | 0      | 0       | 1      | 1     |
| 5-6   | Россия           | 0      | 0       | 1      | 1     |

## Медалисты

### Юноши
| Дисциплина        | Золото                                       | Серебро                                   | Бронза                                                       |
| ----------------- | -------------------------------------------- | ----------------------------------------- | ------------------------------------------------------------ |
| 500 м             | Ли Хё Бин Республика Корея                   | Хань Тяньюй Китай                         | Александр Сен-Жан Канада                                     |
| 1000 м            | Пак Се Ён Республика Корея                   | Чэнь Дэцюань Китай                        | Ли Хё Бин Республика Корея                                   |
| 1500 м            | Пак Се Ён Республика Корея                   | Ли Хё Бин Республика Корея                | Джон-Генри Крюгер США                                        |
| 1500 м суперфинал | Хань Тяньюй Китай                            | Джон-Генри Крюгер США                     | Ли Хё Бин Республика Корея                                   |
| Многоборье        | Пак Се Ён Республика Корея                   | Ли Хё Бин Республика Корея                | Хань Тяньюй Китай                                            |
| Эстафета-3000 м   | Пак Се Ён Ли Хё Бин Ким Джун Чхон Ким До Гём | Хань Тяньюй Чэнь Гуан Чэнь Дэцюань Сюй Фу | Адам Каллистер Джон-Генри Крюгер Клод Жилбер Джеймс Родовски |

### Девушки
| Дисциплина        | Золото                                          | Серебро                             | Бронза                                                               |
| ----------------- | ----------------------------------------------- | ----------------------------------- | -------------------------------------------------------------------- |
| 500 м             | Сим Сок Хи Республика Корея                     | Агне Серейкайте Литва               | Ван Сюэ Китай                                                        |
| 1000 м            | Сим Сок Хи Республика Корея                     | Хван Хён Сун Республика Корея       | Ван Сюэ Китай                                                        |
| 1500 м            | Сим Сок Хи Республика Корея                     | Хван Хён Сун Республика Корея       | Ан Се Джун Республика Корея                                          |
| 1500 м суперфинап | Хван Хён Сун Республика Корея                   | Ан Се Джун Республика Корея         | Сим Сок Хи Республика Корея                                          |
| Многоборье        | Сим Сок Хи Республика Корея                     | Хван Хён Сун Республика Корея       | Ан Се Джун Республика Корея                                          |
| Эстафета-3000 м   | Сим Сок Хи Хван Хён Сун Ан Се Джун Чхон Хи Джун | Ван Сюэ Го Ихань Хань Юйтун Цзи Сюэ | Евгения Захарова Екатерина Баранок Юлия Кичапова Екатерина Стрелкова |